# Diant
Diant – miejscowość i gmina we Francji, w regionie Île-de-France, w departamencie Sekwana i Marna.
Według danych na rok 1990 gminę zamieszkiwało 198 osób, a gęstość zaludnienia wynosiła 18 osób/km² (wśród 1287 gmin regionu Île-de-France Diant plasuje się na 993. miejscu pod względem liczby ludności, natomiast pod względem powierzchni na miejscu 327.).